# Malawi az 1992. évi nyári olimpiai játékokon
Malawi a spanyolországi Barcelonában megrendezett 1992. évi nyári olimpiai játékok egyik részt vevő nemzete volt. Az országot az olimpián 1 sportágban 4 sportoló képviselte, akik érmet nem szereztek.

## Atlétika
Férfi
| Versenyző        | Versenyszám | Előfutam | Előfutam | Előfutam | Elődöntő | Elődöntő | Elődöntő | Döntő   | Döntő    |
| Versenyző        | Versenyszám | Idő      | Hely.    | Össz.    | Idő      | Hely.    | Össz.    | Idő     | Helyezés |
| ---------------- | ----------- | -------- | -------- | -------- | -------- | -------- | -------- | ------- | -------- |
| Francis Munthali | 800 m       | 1:56,69  | 8.       | 51.      | kiesett  | kiesett  | kiesett  | kiesett | kiesett  |
| John Mwathiwa    | 10 000 m    | 29:54,26 | 21.      | 39.      |          |          |          | kiesett | kiesett  |
| Smartex Tambala  | Maraton     |          |          |          |          |          |          | 2:29:02 | 63.      |

Női
| Versenyző      | Versenyszám | Előfutam | Előfutam | Előfutam | Elődöntő | Elődöntő | Elődöntő | Döntő   | Döntő    |
| Versenyző      | Versenyszám | Idő      | Hely.    | Össz.    | Idő      | Hely.    | Össz.    | Idő     | Helyezés |
| -------------- | ----------- | -------- | -------- | -------- | -------- | -------- | -------- | ------- | -------- |
| Prisca Singamo | 800 m       | 2:20,84  | 7.       | 32.      | kiesett  | kiesett  | kiesett  | kiesett | kiesett  |